# 1611

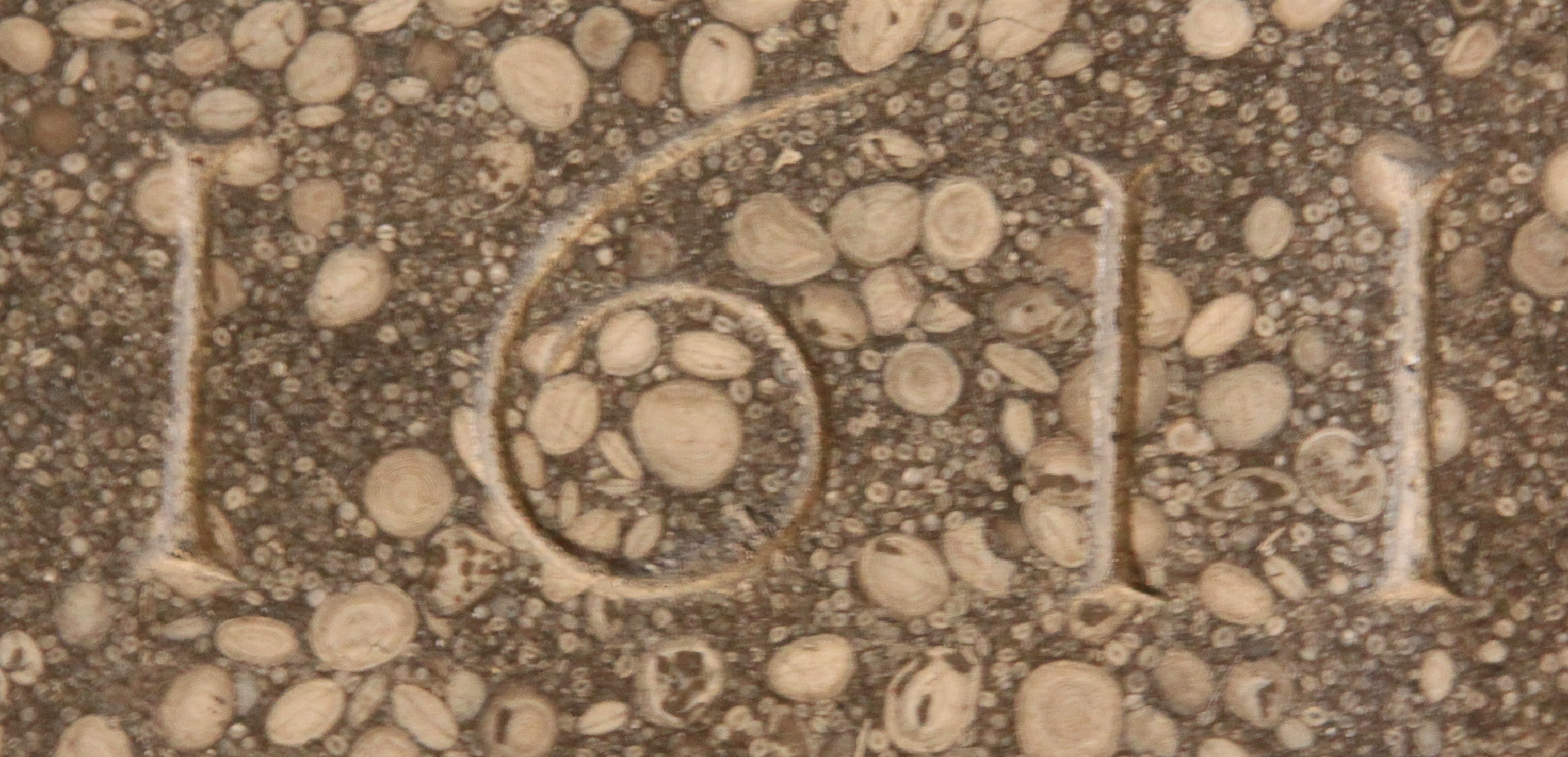
Làpida del monestir de Sant Pere de Besalú

## Naixements
- 6 de febrer - Pequín: Emperador Chongzhen, setzè i últim emperador de la Dinastia Ming de la Xina (m. 1644).[1]
- 4 de maig -Roma: Carlo Rainaldi, arquitecte italià del període Barroc (m. 1691).[2]

## Necrològiques
Països Catalans
- Agost - Barcelona (el Barcelonès): Antoni Clarassó i Terès, vicari general de l'arquebisbat de Tarragona.

Món
- 5 de març - Mimasaka (Japó): Shimazu Yoshihisa, samurai (n. 1533).
- Japó: Izumo no Okuni, creadora del teatre kabuki (n. c. 1572).